# پژو تیپ ۷
پژو تیپ ۷ (انگلیسی: Peugeot Type 7)
یک ماشین سایز کوچک ساخت پژو بود که بر روی بر روی شاسی مشابه پژو تیپ ۶ ساخته شداما موتور آن دو برابر اندازه و دو برابر قدرتمند تر بود. این خودرو دارای بدنه فایتونی برای ۴ نفر بود.۲۵ دستگاه از این خودرو بین ۱۸۸۴ و ۱۸۸۷ ساخته شد. پژو تیپ ۸ جایگزین این خودرو شد.